# Episodi di Trenta righe per un delitto
Questa è la lista degli episodi della serie televisiva Trenta righe per un delitto.
| nº | Titolo episodio                 | Prima TV Italia |
| -- | ------------------------------- | --------------- |
| 1  | La lista dei partenti           | 10 marzo 1998   |
| 2  | La donna giusta                 | 17 marzo 1998   |
| 3  | La bambola sull’asfalto         | 24 marzo 1998   |
| 4  | Il serial killer dei metronotte | 31 marzo 1998   |

## La lista dei partenti
Walter Cherubini, cronista sportivo del quotidiano La Provincia di Parma, viene trasferito, a causa di una lite con l'editore, alla cronaca nera. A dispetto dell'inesperienza sul campo, si troverà, ben presto, alle prese con il caso di suicidio di un onorevole. L'uomo, con l'aiuto di Candy (Vittoria Belvedere), giornalista di un'emittente locale, scopre che la soluzione del mistero si cela proprio dietro ad un recente viaggio, compiuto dal politico e da altri concittadini, a Cuba.

## La donna giusta
Walter indaga sulla morte di un ricco imprenditore locale. Principale sospettata del crimine è la moglie Clea (Caterina Vertova), beneficiaria dell'assicurazione sulla vita, la quale chiede aiuto proprio al cronista. Il fascino della vedova scatena la gelosia della collega Federica, innamorata di Walter, e mette alla prova la lucidità di quest’ultimo.

## La bambola sull'asfalto
Un pirata della strada investe e uccide una bambina a Pontevico. Il padre di quest’ultima, amico di vecchia data di Walter, chiede al cronista di indagare sulla vicenda, prima di morire suicida. Walter, non credendo a questa ipotesi, si butta a capofitto alla ricerca della verità. Intanto il ritorno dell'affascinante Candy provoca la gelosia di Federica che decide di licenziarsi dal giornale e partire per Milano.

## Il serial killer dei metronotte
Un metronotte viene ucciso e il quotidiano La Provincia cerca di costruirne uno scoop, fingendo ci sia dietro un serial killer. Qualcuno però cerca di trarne vantaggio e nel giro di poco tempo si susseguono gli omicidi di altre guardie giurate. Walter, in rotta con la linea editoriale, decide così di indagare. Fulcro del mistero: un bar e un'affascinante donna di nome Francesca (Ramona Badescu). Il cronista, stavolta, dovrà confrontarsi con una nuova rivale: Federica, tornata in città e oramai passata al giornale concorrente. I due giungeranno alla soluzione e sarà finalmente l'occasione per riavvicinarsi.